# Jean-Jacques Bréard
Pour les articles homonymes, voir Bréard.
Jean-Jacques Bréard, dit Bréard-Duplessis, né le 11 octobre 1751 à Québec (Nouvelle-France) et mort le 8 janvier 1840 à Paris, est un homme politique français.

## Biographie
Jean-Jacques Bréard est le fils de Jacques-Michel Bréard, un contrôleur de la marine, qui avait pris part à la désastreuse administration (voir : Affaire du Canada) avec le dernier intendant de la colonie, François Bigot. Jean-Jacques Bréard quitta le Canada avec son père et arriva en France vers 1758.
En septembre 1791, alors qu'il est vice-président du directoire de la Charente-Inférieure, Jean-Jacques Bréard est élu, à l'Assemblée nationale législative, député du département, le premier sur onze, devant son Jean-Aimé Delacoste, président du directoire départemental. En avril 1792, il vote en faveur de l'admission dans l'assemblée du régiment de Châteauvieux, impliqué dans la mutinerie de Nancy. En août, il vote en faveur de la mise en accusation du marquis de Lafayette. 
La monarchie française s'effondre à la suite de la journée du 10 août 1792. En septembre, Bréard est réélu député de la Charente-Inférieure, le deuxième sur onze, à la Convention nationale. Il siège sur les bancs de la Montagne. Lors du procès de Louis XVI, il vote la mort et rejette l'appel au peuple et le sursis à l'exécution, et est le seul Canadien à avoir voté en faveur de la condamnation à mort du monarque déchu de France. Il est absent lors de la mise en accusation de Jean-Paul Marat en avril 1793. Il vote contre le rétablissement de la Commission des Douze en mai.
Bréard occupe des fonctions dirigeantes. Il est élu président de la Convention en février 1793. Ses secrétaires sont Pierre-Louis Prieur « de la Marne », François Lamarque, René-Pierre Choudieu, et Michel Lecointe-Puyraveau. En janvier 1793, en qualité de membre du Comité de la Marine, il entre, aux côtés de Nicolas-Joseph Marey, de Henri-Pascal de Rochegude, de Jean-Pascal Rouyer, de Jacques Taveau, au Comité de Défense générale. Il est réélu en mars à la Commission de Salut public. En avril, il est réélu, le troisième sur douze par 278 voix, membre du Comité de Salut public. Il en démissionne en juin et y est remplacé par Théophile Berlier. 
Détestant la noblesse, quoique se qualifiant écuyer pendant la monarchie, notamment lors de son mariage et fils d'un titulaire d'une charge anoblissante, il appuya le 15 avril 1794, le décret de Saint-Just qui ordonnait l'expulsion des nobles, ceux-ci ne disposant que de huit jours pour quitter le territoire national. Il proposa également l'expulsion des prêtres réfractaires.
Il s'attaqua à Maximilien de Robespierre le 9 Thermidor (27 juillet 1794), puis se consacra à organiser des fêtes funèbres  en l'honneur des victimes de la Terreur.
Il devient président du Conseil des Anciens, puis Substitut à la poste aux lettres, sous le Directoire.  Nommé au Sénat conservateur un mois après le coup d'État du 18 Brumaire de Napoléon Bonaparte, il devint contrôleur des droits réunis sous l'Empire.  Lors des Cent-Jours, il signe l'Acte additionnel aux constitutions de l'Empire de 1815.
À la Restauration, il dut s'exiler en Belgique et ne revint en France qu'après 1830.

## Sources
- « Jean-Jacques Bréard », dans Adolphe Robert et Gaston Cougny, Dictionnaire des parlementaires français, Edgar Bourloton, 1889-1891 [détail de l’édition]
- Bernard Gainot, Dictionnaire des membres du comité de Salut Public : Dictionnaire analytique biographique et comparé des 62 membres du Comité de Salut Public, Paris, Tallandier, 1990, 163 p. (ISBN 9782235018524), p. 89-90.